# Front d'action politique

Le Front d'action politique (FRAP), aussi nommé Front d'action politique des salariés à Montréal, était un parti politique municipal de la ville de Montréal actif de 1969 à 1973. Il est formé en mai 1970 d'une coalition de comités citoyens formés au cours des années 1960, de militants syndicaux, de travailleurs non-syndiqués et d'étudiants. 
Le FRAP constitue la principale opposition au maire Drapeau à l'élection de 1970. Le parti adopte sa plate-forme politique à son premier congrès en août 1970. À l'élection municipale du 25 octobre 1970, en pleine Crise d'octobre, le maire Jean Drapeau associe de manière fallacieuse le FRAP à l'organisation terroriste du Front de libération du Québec. Le parti voit deux de ses candidats être emprisonnés sans motifs, Henri Bellemare, dans Saint-Jacques, et Jean Roy, dans Saint-Louis, mais parvient à récolter 18 % en moyenne dans chaque district. Malgré cette répression politique, le FRAP parvient à obtenir 15 % des voix, en ayant présenté des candidats dans 13 des 18 districts.